# Tobias Karlsson
Tobias Karlsson (Karlskrona, 4 de junio de 1981) es un exjugador de balonmano sueco que jugaba de pívot. Su último equipo fue el SG Flensburg-Handewitt.
Fue un componente de la selección de balonmano de Suecia con la que logró la medalla de plata en los Juegos Olímpicos de Londres 2012.
Con el Flensburg ganó la Champions League en el 2014.

## Palmarés

### Hammarby
- Liga sueca de balonmano masculino (3): 2006, 2007, 2008

### Flensburg
- Liga de Campeones de la EHF (1): 2014
- Supercopa de Alemania de balonmano (1): 2014
- Copa de Alemania de balonmano (1): 2015
- Liga de Alemania de balonmano (2): 2018, 2019

## Clubes
- Hästö IF ( -2002)
- Stavanger HB (2002-2003)
- Hammarby IF HB (2003-2006)
- THW Kiel (2006)
- Hammarby IF HB (2006-2008)
- HSG Nordhorn-Lingen (2008-2009)
- SG Flensburg-Handewitt (2009-2019)